# سیارک ۸۶۰۸
سیارک ۸۶۰۸ (به انگلیسی: 8608 Chelomey، نامگذاری:1976YO2) هشت هزار و ششصد و هشتمین سیارک کشف شده‌است که در ۱۶ دسامبر ۱۹۷۶ کشف شد.
قدر مطلق سیارک برابر ۱۷.۸ است.